# NHK津屋崎テレビ中継局
NHK津屋崎テレビ中継局（エヌエイチケイつやざきテレビちゅうけいきょく）は、福岡県福津市の旧宗像郡津屋崎町域にあるNHK福岡放送局アナログ総合テレビの中継局。

## 概要
- 当中継局は、福津市宮司の宮司獄神社北方の山（在自山）に置かれ、旧津屋崎町域に電波を発射している。
- なお、NHK教育テレビと在福民放テレビ及びデジタルテレビ放送は、福岡タワー及び鴻巣山（福岡本局）などを受信している。

## 開局日
- 1982年（昭和57年）3月12日

## 中継局概要
| 放送局名          | チャンネル | 空中線電力        | ERP               | 放送対象地域 | 放送区域内世帯数 |
| NHK福岡総合テレビ | 15ch       | 映像10W /音声2.5W | 映像110W /音声27W | 福岡県西部   | 約680世帯        |

- 放送エリアは、津屋崎町の一部地域。
- 2004年に61chから｢アナアナ変換｣により現行の15chに変更。
- デジタル放送は、非該当となったため、当中継局は、2011年7月24日で廃局となった。